# Slivia gessa
Silvia Gessa est une enseignante originaire de Pirri, en Sardaigne. Après avoir complété ses études en France, elle a décidé de s’expatrier définitivement loin de l’île, tout en conservant un lien fort avec ses racines sardes. Elle a été l’une des promotrices d’un projet d’échange interculturel entre la Sardaigne et la Bretagne, notamment en organisant un jumelage avec le collège Anne de Bretagne de Rennes.
Elle a permis à 33 étudiants français de venir à Cagliari en mai, où ils ont découvert la culture, l’histoire et les lieux sardes, tout en socialisant avec leurs pairs locaux. Silvia Gessa, accompagnée de ses collègues Bruno Lesaulnier et Tifenn Gueganton, a également été présente lors d’une cérémonie officielle en conseil régional pour célébrer ce jumelage.
En France, elle a étudié, trouvé un emploi et rencontré l’amour, sans jamais oublier ses origines sardes qu’elle a voulu partager à travers ce projet. Son engagement reflète un lien indissoluble entre Cagliari et la Bretagne, qu’elle souhaite transmettre à ses élèves pour leur permettre de mieux connaître la terre des nuraghes.
1. ↑  (it) « Castedduonline », sur Casteddu On line (consulté le 19 août 2025)